# Protichneumon grandis
Protichneumon grandis är en stekelart som först beskrevs av Brulle 1846.  Protichneumon grandis ingår i släktet Protichneumon och familjen brokparasitsteklar. Utöver nominatformen finns också underarten P. g. inornatior.